# あなたが主役 音楽のある街で
『あなたが主役 音楽のある街で』（あなたがしゅやく おんがくのあるまちで）は、2004年4月17日から2008年3月29日までNHKBSで放送されていたテレビ番組である。

## 概要
日本中のアマチュア音楽家に、プロのオーケストラや一流プレーヤーとの共演など、めったに体験できない本格的な音楽に触れてもらう公開収録番組。

## 放送時間
- 2004 - 2005年度：土曜 18:00 - 18:53「BSあなたのステージ」（BS2）
- 2006 - 2007年度：土曜 18:00 - 18:50／土曜 12:10 - 13:00（BShi）

## 出演者
- coba、森田美由紀（2004 - 2006年度）
- 柳家花縁、鎌倉千秋（2007年度）

## 放送リスト
- 2003年12月28日（BShi）／2004年1月12日（BS2） 千葉県松戸市
- 2004年4月17日 はじまります!夢ステージ
- 2004年5月15日 神奈川県川崎市
- 2004年6月19日 茨城県つくば市
- 2004年7月17日 東京都武蔵村山市
- 2004年8月21日 埼玉県深谷市
- 2004年9月18日 栃木県大田原市
- 2004年11月20日 大阪府茨木市
- 2005年1月22日 千葉県市川市
- 2005年2月19日 長野県松本市
- 2005年4月16日 東京都葛飾区
- 2005年6月18日 山梨県南アルプス市
- 2005年7月16日 宮城県仙台市
- 2005年9月17日 栃木県佐野市
- 2005年10月15日 茨城県取手市
- 2005年11月26日 広島県東広島市
- 2005年12月17日 石川県白山市
- 2006年1月28日 千葉県四街道市
- 2006年3月18日 神奈川県鎌倉市
- 2006年4月29日 群馬県高崎市
- 2006年5月27日 栃木県宇都宮市
- 2006年6月24日 福岡県小郡市
- 2006年8月26日 埼玉県坂戸市
- 2006年9月23日 山口県周南市
- 2006年10月28日 愛知県豊橋市
- 2006年11月25日 東京都渋谷区
- 2006年12月23日 千葉県習志野市
- 2007年2月24日 宮城県多賀城市
- 2007年3月24日 神奈川県藤沢市
- 2007年4月28日 福井県福井市
- 2007年5月26日 北海道札幌市
- 2007年6月30日 滋賀県彦根市
- 2007年9月29日 千葉県千葉市
- 2007年10月27日 神奈川県厚木市
- 2007年11月24日 栃木県真岡市
- 2007年12月22日 奈良県大和高田市
- 2008年1月26日 埼玉県飯能市
- 2008年2月23日 茨城県結城市
- 2008年3月29日 福岡県北九州市